# Brasserie castrale de Hollogne-sur-Geer
L'ancienne brasserie castrale est un immeuble de la section de Hollogne-sur-Geer faisant partie de la commune de Geer en Belgique (province de Liège). Le pignon occidental de cette ancienne brasserie est classé.

## Localisation
L'immeuble se situe dans le village hesbignon de Hollogne-sur-Geer, sur la rive droite du Geer, construit perpendiculairement à la rue du Centre, au no 24. Il se trouve à une centaine de mètres de l'ancien moulin castral, bâtiment aussi classé. L'altitude est de 120 m.

## Historique
Sous l’Ancien Régime, Hollogne faisait partie de la Principauté de Liège mais le village abritait aussi une seigneurie qui relevait du Comté de Namur sous la dépendance de la Principauté de Liège. Cette seigneurie possédait en outre le château de Hollogne ainsi que le moulin castral construit en 1646. La brasserie est construite en 1753, par François-Alexandre de Seraing, baron de Hollogne et Marie-Elisabeth Josèphe de Senzeille, baronne de Soumagne. Seul, le pignon occidental (côté rue) a été conservé de nos jours. La façade (non classée) a été modifiée au cours des siècles suivants surtout par de nouvelles baies vitrées du rez-de-chaussée.

## Description du pignon classé
Seul élément de la demeure faisant l'objet d'un classement, le pignon à rue a été construit en brique. Le soubassement peu élevé, les encadrements des baies et les chaînages d'angle sont réalisés en pierre calcaire. L'ancienne porte d'entrée aujourd'hui murée possède des montants harpés et un arc en plein cintre avec clé de voûte passante. Au-dessus de cette ancienne porte d'entrée, on peut voir une dalle ornée de boucliers, soutenus par des lions, aux armes couronnées d'alliance des familles Seraing et Soumagne, la devise latine : Virtute et Patienta Vince (signifiant : Vaincs avec vertu et patience) ainsi que le millésime de 1753. Cette dalle est surmontée par une niche actuellement vide. Deux baies vitrées rectangulaires sont placées à l'étage de ce pignon.

## Classement
L'ancienne brasserie castrale (pignon côté route) située rue du Centre, n°24 est classée depuis le 29 mars 1976 et repris sur la liste du patrimoine immobilier classé de Geer.  

## Sources et liens externes
- Inventaire du patrimoine immobilier culturel
- Cirkwi.com